# Ларссон, Эрик (перетягиватель каната)
Эрик Виктор Ларссон (швед. Erik Victor Larsson; 14 мая 1888 — 23 августа 1934) — шведский полицейский (офицер полиции Стокгольма) и спортсмен (перетягиватель каната), чемпион летних Олимпийских игр 1912 года в составе сборной Швеции.
В соревнования по перетягиванию каната участвовало лишь две команды: Швеции и Великобритании. В результате одной попытки золото досталось команде Эрика Ларссона. В команду, помимо Ларссона, входило ещё шесть полицейских, восьмым был рыбак.
В 1913 году в составе сборной Швеции Ларссон завоевал титул чемпиона мира по перетягиванию каната.